# Arnold's Cove
Arnold's Cove is een gemeente (town) in de Canadese provincie Newfoundland en Labrador. De gemeente ligt op het eiland Newfoundland.

## Geografie
Arnold's Cove ligt op de landengte van het schiereiland Avalon aan de noordkust van de grote Placentia Bay. De plaats ligt ten zuiden van Come By Chance en ten noorden van Southern Harbour. De oostgrens van de gemeente wordt gevormd door de Trans-Canada Highway (NL-1).

## Geschiedenis
Arnold's Cove werd in de vroege 19e eeuw gesticht als een kleine vissersnederzetting met een handvol inwoners. In 1845 telde de plaats 23 inwoners en in 1857 waren het er 46. In de jaren 1880 won het dorp aan belang door de bouw van een school en een kerk.
De plaats kende een gestage groei van 151 inwoners in 1951 naar 213 inwoners in 1961. In de jaren 1960 was Arnold's Cove een van de dorpen waarnaar honderden mensen verhuisden door de volledige hervestiging van tientallen afgelegen gemeenschappen rond Placentia Bay.
In 1967 erkende het provinciebestuur de snel groeiende plaats inclusief wat omliggend gebied als een gemeente met het statuut van local improvement district (LID). In 1969 hadden in totaal reeds 122 huishoudens zich naar Arnold's Cove hervestigd. Ook begin jaren 70 bleven nieuwe mensen toestromen uit naburige outports. Tussen 1971 en 1976 veranderde de status van de gemeente van LID naar town.
Door de massale hervestigingen, en in mindere mate door de beperkte grondgebiedsuitbreiding, kende Arnold's Cove een explosieve demografische groei. Deze piekte in 1976 piekte op 1.160 inwoners, meer dan een vervijfvoudiging op vijftien jaar tijd. Tot midden de jaren 90 bleef het inwoneraantal schommelen rond de 1100, maar sindsdien is er – net zoals in de meeste afgelegen Newfoundlandse plaatsen – een duidelijke demografische daling ingezet.

## Demografie

### Demografische ontwikkeling
- Bron: Statistics Canada (1951–1986[2], 1991–1996[4], 2001–2006[5], 2011–2016[6], 2021[7])
- 1971: Uitbreiding grondgebied Arnold's Cove door vastlegging gemeentegrenzen.

### Taal
In 2021 hadden vrijwel alle inwoners van Arnold's Cove het Engels als moedertaal en was iedereen er die taal machtig. Hoewel niemand het Frans als moedertaal had, waren er vijf mensen die die andere Canadese landstaal konden spreken (0,5%). Niemand was anno 2021 een andere taal dan het Engels of Frans machtig.

## Galerij

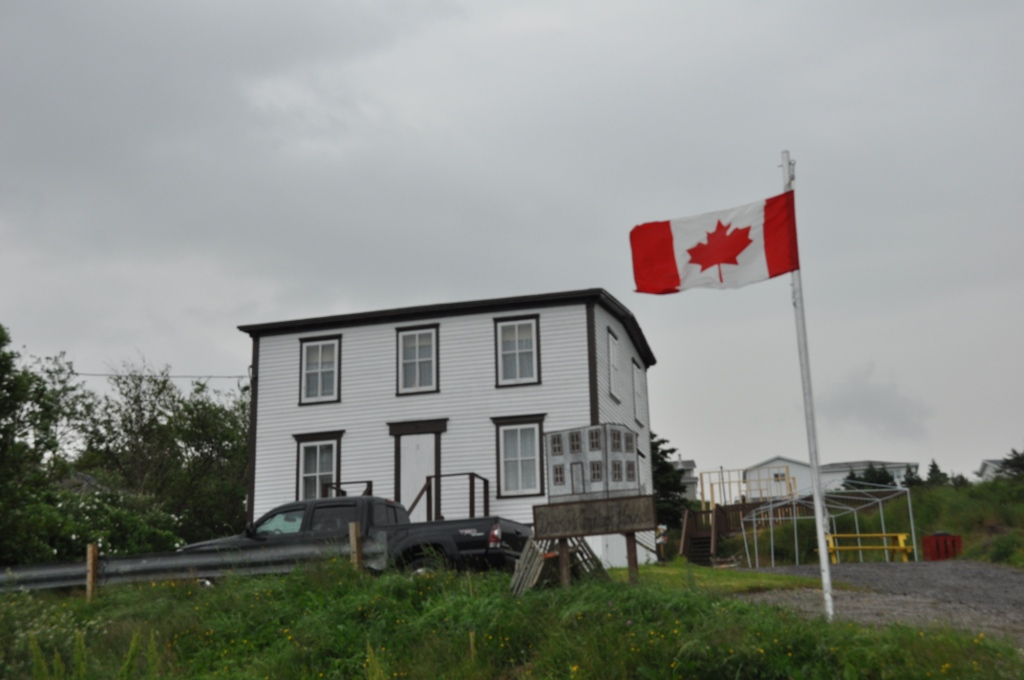
Drake House, een huis uit de hervestigde outport Haystack dat in 1970 per schip naar Arnold's Cove werd verhuisd.
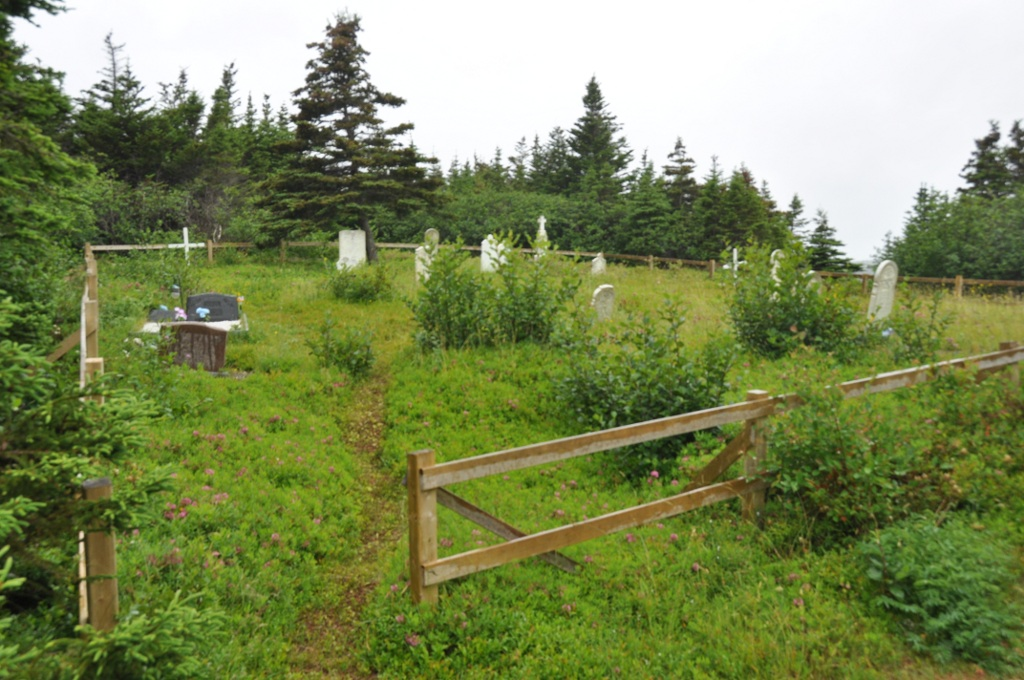
Kerkhof van het Leger des Heils